# 韋科鎮區 (堪薩斯州塞奇威克縣)
韋科鎮區（英語：Waco Township）為美國堪薩斯州塞奇威克縣轄下的鎮區。2010年美国人口普查中此鎮區人口有725人。

## 地理
韋科鎮區涵蓋總面積為67.6平方（26.10平方英里），其中陸地面積為67.2平方（25.95平方英里），水域面積為0.39平方（0.15平方英里）或0.57%。海拔高度398（1,306英尺）。

## 人口統計
根據2010年美國人口普查，韋科鎮區人口有725人，其中男性有361人，女性有364人，人口密度為每平方公里10.73人，住房計286戶。鎮區內的白人有703人，非裔美國人有4人，美洲原住民有7人，亞裔美國人有2人，太平洋島裔美國人有0人，其他種族有3人，混血種族則有6人。此外鎮區內有27人為西班牙裔或拉丁裔美國人。此鎮區之年齡中位數為47.5歲，而男性年齡中位數為48.1歲，女性年齡中位數為47.0歲。

## 交通

### 主要公路
- 42號堪薩斯州州道